# Elçi
Elçi (türk.: „Gesandter, Botschafter“) ist ein türkischer männlicher Vorname und Familienname.

## Namensträger

### Familienname
- İsmet Elçi (* 1964), deutsch-türkischer Schriftsteller und Regisseur
- Şerafettin Elçi (1938–2012), kurdisch-türkischer Politiker
- Tahir Elçi (1966–2015), kurdisch-türkischer Rechtsanwalt und Menschenrechtler